# Torre en Cameros
Torre en Cameros és un municipi situat en la comarca del Camero Viejo, de La Rioja (Espanya).

## Història
La primera aparició de la localitat en documents històrics data de 1366. Aquest any, Enric II de Castella va lliurar al cavaller Juan Martínez de Arellano diversos pobles, entre els quals es trobava Torre, com agraïment al suport ofert en l'enfrontament contra Pere I el Cruel. Aquests municipis van constituir posteriorment el Senyoriu de Cameros. Va pertànyer a les províncies de Burgos i Sòria fins a la creació en 1833 de la província de Logronyo.

## Economia
Fins a 2006 el municipi riojà no comptava amb energia elèctrica. Aquest problema ara està solucionat després de la construcció d'una estesa, que el govern regional va retardar 4 anys. Actualment l'economia de Torre se sustenta en la ramaderia intensiva. Dintre del Camero Viejo, és dels pocs pobles que compten amb una superfície forestal respectable. Dos boscos envolten a Torre: per la zona de Muro en Cameros (el més extens, de fajos i roures), i de San Román. El primer d'ells és travessat per l'estreta carretera d'accés; mentre que el segon és penetrat per un antic camí comercial cap a San Román.